# Мармыжи (Курчатовский район)
Мармыжи — село в Курчатовском районе Курской области. Входит в Костельцевский сельсовет.

## География
Село находится в бассейне реки Прутище, в 49 км к северо-западу от Курска, в 20 км к северо-западу от районного центра — города Курчатов, в 5 км от центра сельсовета – села Костельцево.
Улицы
В селе улицы: Выгон, Лужок, Мисиневка, Новосёловка, Рязаново и Хуторок.
Климат
В селе Мармыжи умеренный (влажный) континентальный климат без сухого сезона с тёплым  летом (Dfb в классификации Кёппена).
| Показатель                                                                   | Янв. | Фев. | Март | Апр. | Май  | Июнь | Июль | Авг. | Сен. | Окт. | Нояб. | Дек. | Год  |
| ---------------------------------------------------------------------------- | ---- | ---- | ---- | ---- | ---- | ---- | ---- | ---- | ---- | ---- | ----- | ---- | ---- |
| Средний суточный максимум, °C                                                | −4,1 | −3,1 | 2,7  | 12,9 | 19,1 | 22,4 | 25   | 24,3 | 18   | 10,4 | 3,4   | −1,2 | 10,8 |
| Средняя температура, °C                                                      | −6,1 | −5,6 | −0,8 | 8,1  | 14,5 | 18,2 | 20,7 | 19,8 | 13,9 | 7,2  | 1,2   | −3,1 | 7,3  |
| Средний суточный минимум, °C                                                 | −8,5 | −8,6 | −4,9 | 2,7  | 9    | 12,9 | 15,7 | 14,7 | 9,6  | 3,9  | −1,1  | −5,3 | 3,3  |
| Норма осадков, мм                                                            | 51   | 45   | 48   | 51   | 63   | 71   | 76   | 55   | 58   | 58   | 48    | 49   | 673  |
| Источник: Погода по месяцам c ru.climate-data.org(дата обращения: Июнь 2021) |      |      |      |      |      |      |      |      |      |      |       |      |      |

## История
В 1722 году деревня Мармыжи обрела статус села в связи с постройкой Введенской церкви.

## Население
| 2002 | 2010 |
| ---- | ---- |
| 171  | ↘115 |

## Инфраструктура
Личное подсобное хозяйство. В селе 121 домов.

## Транспорт
Мармыжи находится в 38 км от федеральной автодороги М2 «Крым», в 20 км от автодороги регионального значения 38К-017 (Курск – Льгов – Рыльск – граница с Украиной), в 15 км от автодороги 38К-023 (Льгов – Конышёвка), в 5 км от автодороги межмуниципального значения 38Н-362 (38К-017 – Николаевка – Ширково), на автодороге 38Н-437 (38К-023 – Ольшанка – Мармыжи – 38К-017), в 13 км от ближайшего ж/д остановочного пункта 565 км (линия Навля — Льгов I).